# Caracee
Le Caracee (Characeae) sono una famiglia di alghe verdi d'acqua dolce dell'ordine Charales, note per la loro forma anche come alghe a candelabro.

## Descrizione

Schema rappresentativo di una caracea (Chara virgata)

Le specie esistenti di Caracee hanno una struttura piuttosto semplice, composta da un corpo vegetativo con una sequenza di internodi che possono arrivare fino a 20 cm di lunghezza, separati da nodi. Tali nodi e internodi formano il cauloide principale, da cui si possono diramare dei caulodi secondari o laterali. Dai nodi spuntano una serie di appendici disposte in verticilli note come raggi. Il numero di caulodi secondari varia a seconda del genere: le specie dei generi Chara e Nitellopsis possiedono uno o due caulodi secondari per pianta, mentre le specie appartenenti al genere Nitella e di solito ne possiedono almeno cinque, fino ad arrivare a una dozzina nel caso del genere Tolypella.

### Cortex
La cortex, ossia le file corticali che ricoprono i raggi e i cauloidi, è presente solo nelle Caracee del genere Chara, mentre le specie di altri generi ne sono prive. In particolare, alla base dei raggi si sviluppano degli organi chiamati stipuloidi che si dispongono come una doppia corona. Gli stipuloidi possono essere rudimentali per alcune specie di Chara, come Chara globularis. La cortex dei cauloidi è formata da file corticali primarie, in molti casi dotati di aculei, e di file secondarie, sempre prive di aculei. Gli aculei possono assumere varie forme: nel caso di Chara aspera si presentano come piccoli aghi, mentre in Chara virgata hanno l'aspetto di verruche.
Le dimensioni e il numero delle file corticali permettono di distinguere tra specie o gruppi di specie del genere Chara. Si parla di cortex tilacanta quando le file primarie sono più larghe e prominenti di quelle secondarie, di cortex aulacanta quando sono le file secondarie ad avere una dimensione maggiore, mentre in caso di file primarie e secondarie di simile grandezza si parla di cortex isostica o sub-isostica. Al primo gruppo appartengono specie come Chara contraria, al secondo specie come Chara vulgaris, e al terzo specie come Chara globularis. In termini di numero di file corticali, una cortex con una fila secondaria fra due primarie è detta diplostica, mentre una cortex con due file secondarie in mezzo a due file primarie è detta triplostica. Infine alcune specie hanno delle file corticali incomplete, ossia poco sviluppate (ad es. Chara denudata), o che alternano corticazione diplostica a corticazione triplostica (ad es. Chara tomentosa).

### Raggi
Nei raggi, conosciuti anche come filloidi, risiedono gli organi riproduttori dell'alga. I raggi sono formati da segmenti lineari e possiedono delle foglioline, note anche come cellule bratteali. Le foglioline, che non vanno confuse con le ramificazioni dei raggi stessi, possono rivolgersi verso il cauloide (foglioline adassiali) o verso l'esterno (foglioline abassiali). I raggi sono un altro elemento che permette di distinguere tra le varie specie di Caracee: raggi semplici sono tipici dei generi Chara e Nitellopsis, mentre il genere Nitella è caratterizzato da raggi con ramificazioni secondarie e terziarie, e terminazioni note come dattili. Foglioline e raggi appaiono in numero minore nel genere Nitellopsis che nel genere Chara.

### Riproduzione

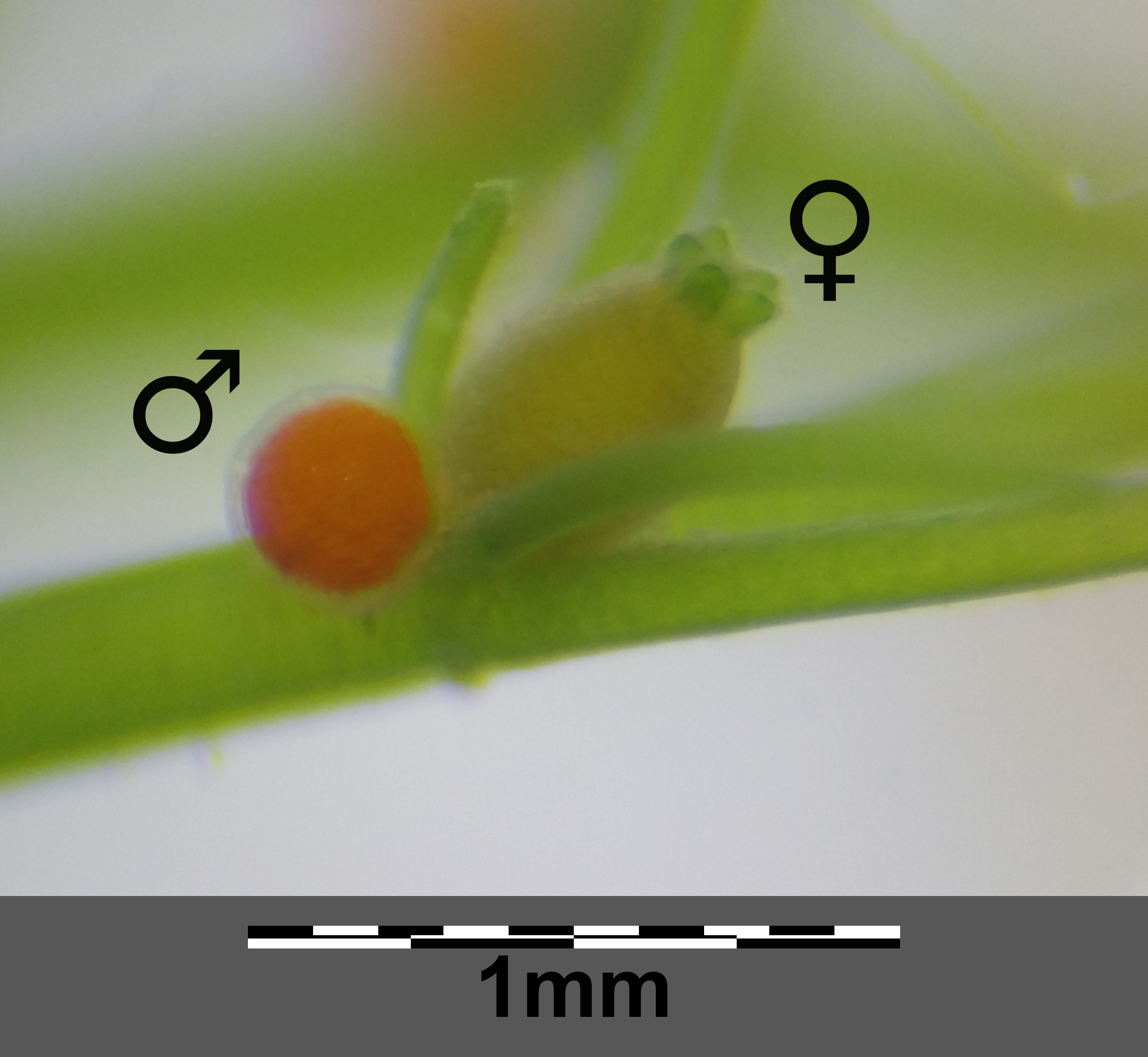
Organi riproduttivi di Chara contraria: globulo (rosso) e nucula (marrone)

Le Caracee sono in grado di riprodursi sia in maniera sessuata che in maniera vegetativa. La riproduzione sessuata avviene in habitat temporanei dove le popolazioni sono annuali, mentre la riproduzione vegetativa avviene in condizioni idrologiche più stabili che consentono la formazione di popolazioni perenni. Le due strategie di riproduzione possono anche coesistere in una stessa specie.

#### Riproduzione sessuata
Gli organi riproduttivi, noti come gametangi, sono situati nei nodi dei raggi o, come avviene ad esempio per la Tolypella glomerata, alla base dei verticilli. I gametangi maschili sono detti globuli o anteridi e hanno l'aspetto di una sfera di colore rossastra. I gametangi femminili sono detti nocule o oogoni e sono composti da una oosfera protetta da un cortex composto da cinque cellule tubolari avvolte a forma di elica, alla cui estremità si trova una coronula di cinque o dieci cellule. Nel caso del genere Nitella gli organi riproduttivi possono essere ricoperti da una mucillagine gelatinosa composta da polisaccaridi insolubili che tende a gonfiarsi con l'acqua e che è presente solo nelle piante vive.
Gli organi riproduttivi maschili e femminili possono trovarsi sullo stesso individuo, in caso di specie monoica, o su individui separati, in caso di specie dioca. Per le specie monoiche esiste un meccanismo per cui i globali maturono e scompaiono prima dello sviluppo delle nocule, al fine di evitare l'autofecondazione. Quando la fecondazione ha luogo, l'oosfera si sviluppa in una oospora di dimensioni che vanno da 0,2 mm a 1 mm a seconda delle specie e che assume un colore giallo-bruno e poi nero nelle varie fasi di maturità. La parete esterna della oosfera può essere di aspetto liscio o con rilievi di vario tipo. La struttura delle pareti dell'oospora per certe specie del genere Nitella e Tolypella glomerata può essere dedotta dal colore, che in caso di pareti spugnose assume un colore perlaceo a seguito dell'essiccazione.
Se situate in acque dure e carbonatiche, le oospore delle specie del genere Chara, Nitellopsis e Tolypella possono formare una girogonite a seguito dell'incrostazione con carbonato di calcio. Tali grigioniti possono restare in stato latente per diversi anni prima di germinare o di fossilizzarsi.

#### Riproduzione vegetativa

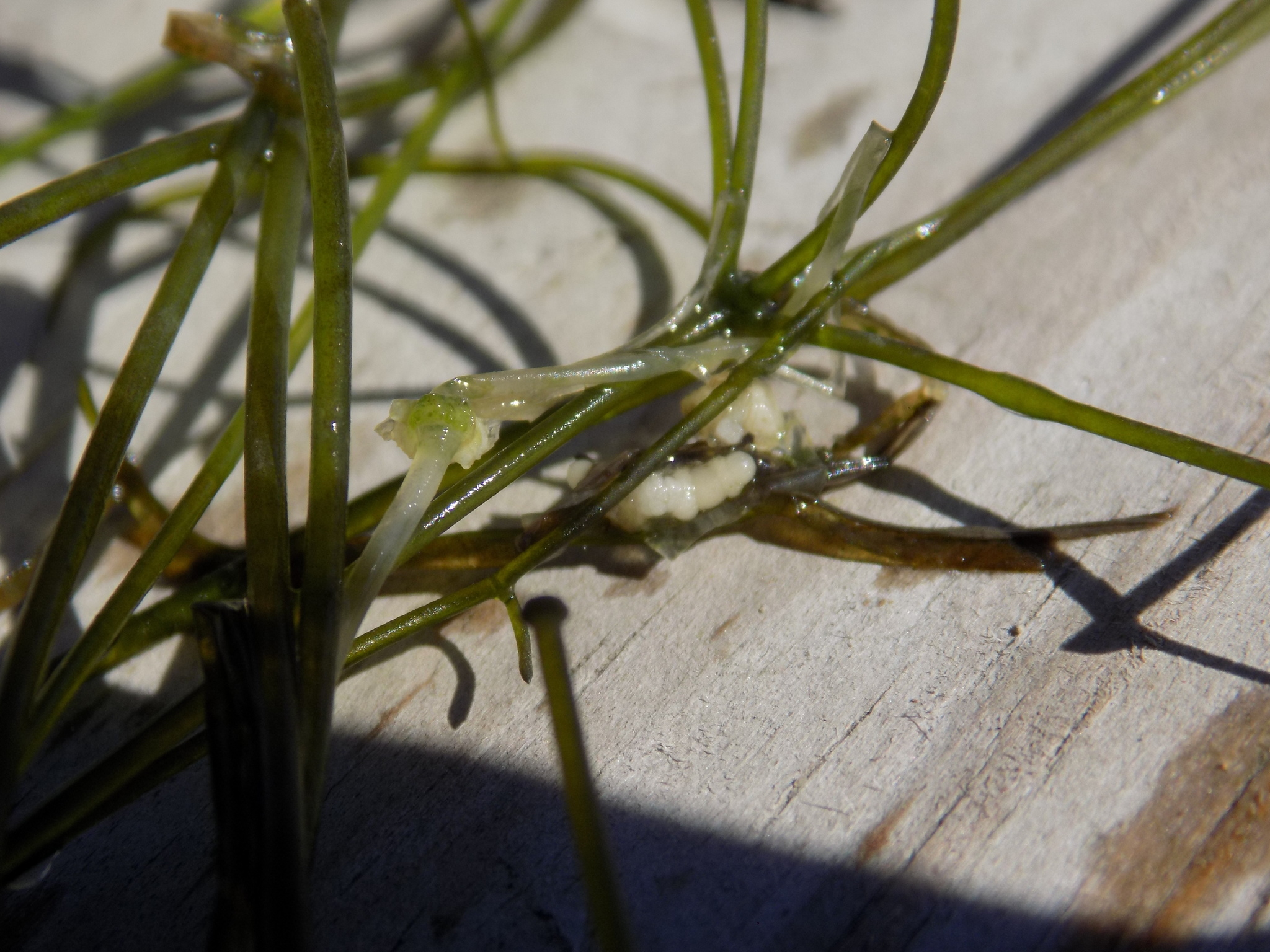
Nitellopsis obtusa: si possono notare i bulbilli stellati bianchi

La riproduzione vegetativa delle caracee avviene tramite i bulbilli, che si sviluppano pienamente al termine della stagione vegetativa corrispondente a fine estate o autunno. A seconda delle specie, i bulbilli si trovano ai nodi dei rizoidi, ai nodi inferiori e intermedi del cauloide principale, o più raramente presso altri nodi. Il colore va dal bianco purissimo al verdastro. Anche la forma varia secondo le specie, e ad esempio Nitellopsis obtusa ha dei bulbilli a forma di stella, mentre Chara aspera possiede dei bulbilli sferici.

## Tassonomia
I generi che includono specie esistenti e sono collocati in un'ampia circoscrizione della famiglia sono:
- Chara L.
- Lamprothamnium J.Groves
- Lychnothamnus (FJRuprecht) A.Braun
- Nitella CAAgardh
- Nitellopsis Hy (collocato in Feistiellaceae da alcune fonti)
- Tolypella (A.Braun) A.Braun